# 마르가르산
마르가르산(영어: margaric acid) 또는 헵타데칸산(영어: heptadecanoic acid)은 17개의 탄소로 구성된 포화 지방산이고, 화학식은 CH3(CH2)15COOH이다. 마르가르산은 반추동물의 지방과 유지방의 미량 성분으로 발견되지만, 다른 야생동물이나 식물성 지방에서 고농도로 발견되진 않는다. 예를 들면, 두리안의 일종인 Durio graveolens 의 열매 지방의 2.2%가 마르가르산이다. 마르가르산의 염 및 에스터(에스테르)는 마르가레이트라고 불린다.

## 같이 보기
- 펜타데칸산